# Swiss Indoors 2015
Swiss Indoors 2015 byl tenisový turnaj pořádaný jako součást mužského okruhu ATP World Tour, který se hrál na krytých dvorcích s tvrdým povrchem arény St. Jakobshalle. Konal se mezi 26. říjnem až 1. listopadu 2015 ve švýcarské Basileji jako 46. ročník turnaje.
Turnaj s celkovým rozpočtem 2 022 300 eur patřil do kategorie ATP World Tour 500. Posledním přímým účastníkem singlové soutěže se stal 58. ruský hráč žebříčku ATP Teimuraz Gabašvili. Nejvýše nasazeným hráčem ve dvouhře byl třetí tenista světa, basilejský rodák a obhájce titulu Roger Federer, který dvanáctou finálovou účastí na jediném turnaji navýšil rekord otevřené éry tenisu. Ze Swiss Indoors si odvezl rekordní sedmou trofej. Čtyřhru ovládla nenasazená rakousko-brazilská dvojice Alexander Peya a Bruno Soares.

## Distribuce bodů a finančních odměn

### Distribuce bodů
| Soutěž  | vítězové | finalisté | semifinalisté | čtvrtfinalisté | 16 v kole | 32 v kole | Q3 | Q2 | Q1 |
| ------- | -------- | --------- | ------------- | -------------- | --------- | --------- | -- | -- | -- |
| dvouhra | 500      | 300       | 180           | 90             | 45        | 0         | 20 | 10 | 0  |
| čtyřhra | 500      | 300       | 180           | 90             | 0         |           |    |    |    |

### Finanční odměny
| Soutěž                                      | vítězové | finalisté | semifinalisté | čtvrtfinalisté | 16 v kole | 32 v kole | Q2     | Q1   |
| ------------------------------------------- | -------- | --------- | ------------- | -------------- | --------- | --------- | ------ | ---- |
| dvouhra                                     | €381 925 | €172 200  | €81 560       | €39 360        | €20 065   | €11 035   | €1 245 | €685 |
| čtyřhra                                     | €112 830 | €50 900   | €24 000       | €11 600        | €5 960    | —         | —      | —    |
| v deblových soutěžích uváděna částka na pár |          |           |               |                |           |           |        |      |

## Dvouhra

### Nasazení hráčů
| Země                          | Hráč            | ATP | Nasazení |
| ----------------------------- | --------------- | --- | -------- |
| Švýcarsko                     | Roger Federer   | 3.  | 1.       |
| Švýcarsko                     | Stan Wawrinka   | 4.  | 2.       |
| Španělsko                     | Rafael Nadal    | 7.  | 3.       |
| Jižní Afrika                  | Kevin Anderson  | 11. | 4.       |
| Francie                       | Richard Gasquet | 12. | 5.       |
| USA                           | John Isner      | 13. | 6.       |
| Chorvatsko                    | Marin Čilić     | 14. | 7.       |
| Belgie                        | David Goffin    | 16. | 8.       |
| Žebříček ATP k 19. říjnu 2015 |                 |     |          |

### Jiné formy účasti na turnaji
Následující hráči obdrželi divokou kartu do hlavní soutěže:
- Marco Chiudinelli
- Henri Laaksonen

Následující hráči postoupili z kvalifikace:
- Robin Haase
- Jerzy Janowicz
- Dušan Lajović
- Adrian Mannarino

Následující hráč postoupili z kvalifikace jako tzv. šťastný poražený:
- Denis Kudla

### Odhlášení
před začátkem turnaje
- Marcos Baghdatis (natažení třísel)→ nahradil jej Denis Kudla
- Julien Benneteau → nahradil jej Borna Ćorić
- Kei Nišikori → nahradil jej Jiří Veselý
- Milos Raonic → nahradil jej Serhij Stachovskyj
- Gilles Simon → nahradil jej Donald Young

### Skrečování
- Alexandr Dolgopolov (poranění pravého lokte)

## Čtyřhra

### Nasazení párů
| Země                                                                     | Hráč              | Země      | Hráč           | ATP | Nasazení |
| ------------------------------------------------------------------------ | ----------------- | --------- | -------------- | --- | -------- |
| Chorvatsko                                                               | Ivan Dodig        | Brazílie  | Marcelo Melo   | 9.  | 1.       |
| Nizozemsko                                                               | Jean-Julien Rojer | Rumunsko  | Horia Tecău    | 9.  | 2.       |
| Spojené království                                                       | Jamie Murray      | Austrálie | John Peers     | 15. | 3.       |
| Polsko                                                                   | Marcin Matkowski  | Srbsko    | Nenad Zimonjić | 24. | 4.       |
| Žebříček ATP k 19. říjnu 2015; číslo je součtem umístění obou členů páru |                   |           |                |     |          |

### Jiné formy účasti
Následující páry obdržely divokou kartu do hlavní soutěže:
- Adrien Bossel /  Marco Chiudinelli
- Henri Laaksonen /  Luca Margaroli

Následující pár postoupil z kvalifikace:
- Treat Conrad Huey /  Henri Kontinen

Následující pár postoupili z kvalifikace jako tzv. šťastný poražený:
- Robin Haase /  Serhij Stachovskyj

### Odhlášení
před začátkem turnaje
- Marcelo Melo (poranění levé dolní končetiny)

## Přehled finále

### Mužská dvouhra
- Roger Federer vs.  Rafael Nadal, 6–3, 5–7, 6–3

### Mužská čtyřhra
- Alexander Peya /  Bruno Soares vs.  Jamie Murray /  John Peers, 7–5, 7–5